# Urocitellus
Urocitellus — рід мишоподібних гризунів з родини вивіркових. Раніше вважалося, що вони належать до значно більшого роду Spermophilus, але секвенування ДНК гена цитохрому b показало, що ця група парафілетична до Cynomys і Marmota. У результаті Urocitellus тепер розглядається як окремий рід.

## Середовище проживання
Усі види, крім двох, живуть у північній і західній частині Північної Америки, Urocitellus parryii мешкає у арктичній місцевості по обидва боки Берингової протоки, а Urocitellus undulatus зустрічається виключно в Азії. Види роду мешкають в основному в гірських степових районах і холодних степах, причому окремі види віддають перевагу регіонально дуже різним місцям проживання. Більшість видів утворюють колонії і живуть у більш-менш складних норах у землі.

## Морфологічна характеристика
Види роду різноманітні за розміром, довжина голови й тулуба 190—475 мм, довжина хвоста 27–120 мм, вуха завдовжки 4–19 мм, довжина задньої лапи 31–49 мм. Забарвлення спини змінне і зазвичай без помітних відміток. Волосяний покрив зазвичай довший і менш гладкий ніж у інших Marmotini.

## Види[3]
1. Urocitellus armatus
2. Urocitellus beldingi
3. Urocitellus brunneus
4. Urocitellus canus
5. Urocitellus columbianus
6. Urocitellus elegans
7. Urocitellus idahoensis
8. Urocitellus mollis
9. Urocitellus parryii
10. Urocitellus richardsonii
11. Urocitellus townsendii
12. Urocitellus undulatus
13. Urocitellus washingtoni